# Гай-Бар 1
Гай-Бар 1 (англ. High Bar 1) — індіанська резервація в Канаді, у провінції Британська Колумбія, у межах регіонального округу Томпсон-Нікола.

## Населення
За даними перепису 2016 року, індіанська резервація не ма постійного населення.

## Клімат
Середня річна температура становить 7,5°C, середня максимальна – 22,6°C, а середня мінімальна – -10,7°C. Середня річна кількість опадів – 341 мм.
| Клімат поселення                              | Клімат поселення | Клімат поселення | Клімат поселення | Клімат поселення | Клімат поселення | Клімат поселення | Клімат поселення | Клімат поселення | Клімат поселення | Клімат поселення | Клімат поселення | Клімат поселення | Клімат поселення |
| Показник                                      | Січ.             | Лют.             | Бер.             | Квіт.            | Трав.            | Черв.            | Лип.             | Серп.            | Вер.             | Жовт.            | Лист.            | Груд.            |                  |
| Середній максимум, °C                         | 1,08             | 4,78             | 9,10             | 13,22            | 18,02            | 21,96            | 22,56            | 22,33            | 17,42            | 11,10            | 4,28             | −0,5             |                  |
| Середня температура, °C                       | −4,81            | −1,15            | 3,19             | 7,32             | 12,11            | 16,06            | 19,26            | 19,03            | 14,13            | 7,82             | 0,99             | −3,79            |                  |
| Середній мінімум, °C                          | −10,73           | −7,06            | −2,73            | 1,39             | 6,19             | 10,14            | 15,99            | 15,74            | 10,84            | 4,53             | −2,3             | −7,08            |                  |
| Норма опадів, мм                              | 27               | 15               | 14               | 19               | 32               | 43               | 42               | 32               | 25               | 26               | 32               | 34               |                  |
| Середньомісячна швидкість вітру, м/с          | 2.12             | 2.22             | 2.51             | 2.73             | 2.54             | 2.36             | 2.19             | 1.99             | 1.94             | 2.20             | 2.28             | 2.20             |                  |
| Середньомісячна сонячна радіація, кДж/м²·день | 3060             | 6116             | 10786            | 15648            | 19079            | 20751            | 21583            | 18360            | 12813            | 7125             | 3464             | 2413             |                  |
| --------------------------------------------- | ---------------- | ---------------- | ---------------- | ---------------- | ---------------- | ---------------- | ---------------- | ---------------- | ---------------- | ---------------- | ---------------- | ---------------- | ---------------- |
| Джерело:                                      |                  |                  |                  |                  |                  |                  |                  |                  |                  |                  |                  |                  |                  |